# Іван Іванович (повість)
Іван Іванович — сатирична повість М. Хвильового, написана у 1929 році. Твір складається з семи частин, у яких письменник розповідає про патологічні процеси, що відбувалися в суспільстві підконтрольної більшовикам України під час НЕПу. У творі порушується питання про облудність людей, які претендували на роль господарів нового життя. Автор не лише висміює світ «Іванів Івановичів», але й змальовує атмосферу тогочасної української дійсності з усіма її нещадними реаліями, які притаманні періоду непу. «Іван Іванович» - полісемантичний текст, в якому можна знайти іронію та сатиру на тогочасне суспільство.

## Сюжет

### Пролог
В епіграфі використана цитата М. Гоголя. Пригадуються думки В. Теккерея щодо роману Свіфта «Мандри Гуллівера». Для Вільяма Теккерея загибель величезного гіганта рівноцінна загибелі грандіозного царства. Виявляється, що думки Івана Івановича співпадали із міркуваннями В. Теккерея, коли в студентські роки його вигнали із третього курсу юридичного факультету за «вольтер'янство». Замолоду Іван Іванович вважав, що «Мандри Гуллівера» можуть в кожному домі стати настільною книгою внаслідок перемоги «революційного народу». Однак оповідач повідомляє нам, що з плином часу юнацькі ідеї пішли в забуття і, можливо, вже нащадки юриста-недоучки все-таки зможуть втілити вольтер'янські погляди у життя. Читача повертають до історії про Івана Івановича.

### I
Іван Іванович живе у 38-й квартирі на вулиці Томаса Мора у «від голови до п'ят революційному городі». Нині по місту їздять автомобілі (таксі) та запашно пахнуть клумби. Раніше, за словами Методія Кириловича, на цій вулиці було багато чиновників, але тепер їх тут зовсім нема. В добу існування комгоспів головний герой із партійною кличкою «Жан» живе у будинку пролетарського походження. Іван Іванович перемовляється декількома словами із знайомим Іполітом Онуфрієвичем та прямує додому. Сім'я нашого персонажа — «новий комуністичний побут». Дружина Марфа Галактіонівна має партійну кличку «товаришка Галактика». Автор зображає Марфу Галактіонівну тогочасним зразковим типом дружини нового побуту. Героїня особливо не вирізняється своєю зовнішністю, хоч трошки манікюрить нігті «для здоров'я». Вона читає Леніна та Маркса, проте часом її хочеться прочитати книжки Мопассана. Подружжя має сина — Май, та доньку — Фіалку. Крім того, Іван Іванович має двох коханок. Мадмуазель Люсі — гувернантка, а Явдоха — радянська куховарка і член харчосмаку. Достаток Івана Івановича становить 250 карбованців, а взагалі він член колегії та тресту. Виявляється, що родині ледь вистачає, але Іван Іванович ні за що не покаже людям навколо, що в нього щось не так. Йому важливо носити один і той самий костюм, мати білосніжний носовичок та заздалегідь сплачувати на «друга дітей». Коли чоловік і дружина сідають говорити про соціалізм, то автор називає свого героя за партійним прізвиськом. Під час розмови Марфа Галактіонівна намагається заспокоїти свого Жана, що зненацько рознервувався. Головний герой без особливих причин почав вважати, що вожді вироджуються. Але він за своєю душевною структурою не здатен їм цього простити. Через переживання у персонажа починає боліти серце і він зникає у своєму кабінеті. В гості до подружжя завітав Методій Кирилович, який своїми манерами приваблює товаришку Галакту. Колега Івана Івановича залишається в одному приміщені із товаришкою Галактикою, яка зізнається у своєму бажанні мати близькість із чужим чоловіком. Між двома у кімнати відбується те, за чим автор не може підглядати і що він не здатен чути.

### II
Іван Іванович відкриває для себе проблему розмірів власного помешкання. Для нього кількість кімнат — є проблемою, хоч він цілком тверезо розуміє, що більшість людей немає і по дві кімнати. У роздумах про те, як він досягнув цієї квартири, герой пригадує себе на початку сімейного життя. Тоді Іван Іванович самовіддано проливав кров во ім'я кращого майбутнього і рішуче працював з товаришкою Галактою, завідуючи губерніяльною Наросвітою. Тоді він сперечався із комгоспним агентом з приводу казенних та подарованих колегами речей, але не зважаючи на тремтіння внутрішнього стержня все ж залишився на довгі роки із майном невідомого для нього походження. Подружня пара просинається і має дискусію щодо меню. Іван Іванович не хоче, аби його раціон був схожим до міщанського. Однак присутність дітей у домі змушує Марфу Галактівну проігнорувати пропозицію чоловіка замінити другу страву вірменською горілкою та капушками, а натомість приготувати ще й котлети. Іван Іванович йде по справам у трест, а Марфа Галактівна опісля лекції для  кухарки, що запізнилася, йде до дітей. Гувернантка нагадує про комунікативну складову формування індивідуальностей веде малечу в дитячий садок. Інколи в оселю може раптово повернутись наш герой із Методієм Кириловичем. Вони обговорюють «полову проблему і сучасний побут». Але часом Іван Іванович приходить ближче до вечора і просто проводить час із родиною. Інколи він, його дружина та Методій Кирилович потрапляють у кінематографі на фільм із побутово-сатиричною тематикою і це призводить до наступних наслідків. Іван Іванович пояснює своїм супутникам, що не вбачає у таких картинах жодної реалістичності. Автор плавно переводить читача у простір помешкання, де панує тепла та сімейна атмосфера. Тато танцює із донькою, а старші жінки ласкаво посміхаються через ці миті щастя.

### III
Головний герой збирається з товаришкою Галактикою на зібрання комосередку. В один із четвергів подружжя партійців поспішало аби взяти участь в будівництві першої в світі Радянської Республіки. Марфа Галактіонівна вдягається симпатично та нагадує своєму чоловікові робітницю тютюнової фабрики. Іван Іванович також вдається бідніше, аніж зазвичай. «Щось надзвичайно зворушливе було в цьому передяганні, ніби це передягання було подібне до того, що його ми спостерігаємо у вівтарі. Але в той час, коли піп надягає на себе шикарну, цілком ідеалістичну ризу, тут ми бачимо, як краще вбрання міняють на скромний, можна сказати, матеріалістичний одяг і до того ж у звичайному коридорі. Словом, Іван Іванович (товариш Жан) і Марфа Галактіонівна (товаришка Галакта) воістину зразково і похвально орієнтувалися у всіх вимогах епохи переходового періоду».
Між Марфою Галактіонівною та Іваном Івановичем розвертається діалог із політичним спрямуванням. Хоча й головний герой безмежно радий владі у власній країні, але він вважає, що у центрі політичного процесу, що відбувається, лежить не утворення соціалістичного союзу, а впровадження його в кожній окремій державі. Дружина ж героя намагається спростувати недоречні думки чоловіка тезою про спільну економіку для країн соціалістичного союзу. Іван Іванович розуміє, що його умовиводи можуть призвести до утворення справжньої України, а тому варто залишитись стояти на постулатах останнього пленуму ЦК. У сутінках чутно дзвони з вечірньої служби в церкві, але наш герой волів, аби це гули гудки на заводах. На його думку, такі звукові вихлопи сильніше вражають людину, аніж якісь там звуки первісної християнської комуни.

### IV
Дія відбувається у залі засідань комосередку. Тема доповіді — остання вилазка проти самокритики. На першому ряду сіли Іван Іванович, Марфа Галактіонівна та Методій Кирилович. Останній зізнається громадськості, що між них є дискусійщик. Опісля десятків варіантів та припущень, виявилось, що антагонізм приховано у тихому та лагідному товариші Лейтері. Марфа Галактіонівна одразу повідомляє, що завжди вважала його анархістом-індивідуалістом. До зали ввійшов головний начальник і секретар комосередку. Останній попросив намітити кандидатуру на голову даного зібрання. Спочатку слово отримав Семен Якович. Під час його промови у залі було відчутно, як аудиторія напружено поглинає думки свого улюбленого доповідача. В один із моментів доповіді Климентій Степанович викинув незагострений до кінця олівець, що і стало приводом для зауваження зі сторони Семена Яковича. Промова оратора надзвичайно сильно вразила людей і такого ентузіазму вже давно не було в комосередку. Далі слово передали товаришу Лейтеру, який захотів висловити деякі думки з приводу справжньої постановки самокритики. Новий доповідач не був прийнятий публікою і слово перейняв Іван Іванович. Він кмітливо висміяв намагання дискусанта, пояснив переваги самокритики та змусив аудиторію себе полюбити.

### V
Подружня пара повернулась додому, коли Явдоха поралась на кухні, а мадмуазель Люсі вишивала сорочку своєму майбутньому нареченому. Під час подальшої розмови чоловіка та дружини діти вже спали. Іван Іванович намагався знайти у теці потрібний документ, аби знайти підтвердження, що його все таки подавали на зібранні записок. Але натомість він виявив не оголошену стенограму якогось пленуму ЦК. Він подумав, що його дружина зробила таку прикрість, однак Марфа Галактіонівна одразу дала зрозуміти, що ворогів у чоловіка вистачає. Виявилось, що під час засідання Семен Якович випадково положив цей документ у портфель головного героя. Того ж дня вже ближче до ночі, коли всі заснули Марфа Галактіонівна все ще добивалась у свого чоловіка відповіді на запитання «чим же соціалізм відрізняється від комунізму». У Івану Івановичу сниться полум'я та м'яко-бірюзове небо.

### VI
Осінь змінилась зимою. Іван Іванович вирішив ощасливити громаду появою нового винаходу. Йому здавалось, що влітку на їх помешкання нападуть мухи і тому варто вигадати якусь мухобійку. Для того, аби головний герой міг більшість свого часу присвятити винаходу він написав заяву до свого комосередку. Щоб його звільнили від партнавантаження. Напровесні Іван Іванович зрозумів, що мухобійку потрібно оснащити електрикою. Отож мухобійку винайшли. Коли муха сідала на апарат головного героя і саме на тому місці, де за проектом бажано було, щоб вона сіла, електрика обов'язково вбивала її. Іван Іванович на деякий час заспокоїв своє его новатора. Але потім він згадав, що його будинок був у стані «соціалістичного змагання». Іван Іванович викликав Методія Кириловича на соціалістичне змагання. Суть якого полягала в тому, що Іван Іванович зробить три мухобійки, а Методій Кирилович буде три дні агітувати службовців тресту за утворення фабрики з їх виробництва. Після Різдва до родини приїхав брат дружини — товариш Мрачний. Раніше він працював лісничим, але був усунений із посади чи то через шахрайство, чи то через опозиційні ухили. У будь-якому випадку чоловік, дружина та її брат почали мати зуб на Сталіна через його дискусійність.

### VII
Іван Іванович лежав на дивані на переглядав «Вісті». Йому дуже подобалась ця газета через те, що в ній було багато урядових розпоряджень, гарного та часом смішного матеріалу. І тут раптом одного разу головний герой натрапив у своїй улюбленій газеті на матеріал, де повідомлялось, що революція загинула. У той момент вдома була лише Явдоха і він вирішив поділитись інформацією бодай з нею. Однак під час діалогу Явдоха назвала Івана Івановича «Барином», чим викликала у нього бажання спуститись на рівень хатньої робітниці та винести сміття. Марфа Галактіонівна, побачивши боротьбу вирішила з порогу вигнати робітницю. Але опісля розбіру ситуації всі залишились на своїх місцях. Але це сталось не на довго. Подружжя довго не могло заснути через те, що їх кусали блохи, блошиці. Вранці головний герой так поспішав до установи, що зовсім забув поцілувати рідну донечку. Однак Іван Івановича чекало дещо проблематичніше за це. В установі він дізнався про те, що за будь-яких обставин його будуть чистити. Крім того виконання роботи його комосередку контролюватиметься спеціальною комісією з райкому. Обіцяна комісія, як зазначає автор була необ'єктивна і виявилось, що товариш Лейтер не опозиціонер і не бутозер, а звичайний партієць. Також було наказано негайно переобрати бюро комосередку. Насамкінець: «(це вже просто якесь трагічне непорозуміння), Івану Івановичу, Марфі Галактіонівні, Методію Кириловичу і ще багатьом ще до чистки судилося „вийти із партії“, як потім говорила товаришка Галакта.».

## Варіанти прочитання
Літературознавець Віра Агеєва вважає, що літературну ситуацію 20-х років можна назвати унікальною через те, що водночас співіснувало, впливало один на одного кілька стилів. Коли, скажімо, в Німеччині експресіонізм змінював імпресіонізм у боротьбі літературних поколінь, то в Україні вся молода генерація спрямовувала вістря критики проти архаїчного народницького реалізму. Отож, на думку літературного критика, «імпресіонізм та експресіонізм» — це два мистецькі напрями, які зійшлись в одну точку своїми протилежними світоглядними настановами на перевалі ХІХ і ХХ сторіч. Такий зудар був наслідком бунту молодого покоління проти раціоналізму, позитивізму та емпіризму другої половини ХІХ сторіччя. Основою нового філософського світосприймання був ідеалізм, волюнтаризм, а перш за все ірраціоналізм, що заперечував можливість пізнання за допомогою виключно інтелекту і наукових метод. Навіть у прозі одного автора могли вжитись поряд елементи таких несхожих стилів, як імпресіонізм та експресіонізм чи імпресіонізм і неоромантизм. Таланту Миколи Хвильового була, притаманна жадоба експериментаторства, спрага до нового. Проза М. Хвильового переважно лірико-експресивна, з елементами неоромантизму. Але при цьому ряд творів позначений сильним впливом імпресіонізму (зокрема, й слідами навчання у М. Коцюбинського). У своєму дослідженні про письменника Віра Агеєва згадує, що О. Білецький у відомій статті «Про прозу взагалі та про нашу прозу 1925 року» назвав М. Хвильового «основоположником справжньої української прози». Взагалі, М. Хвильовий починав як неоромантик, хоча в новелістиці легко знати і вплив імпресіоністичної поетики, і елементи експресіонізму, навіть сюрреалізму. У його ранній прозі М. Хвильового превалюють музичні, загалом слухові образи. Музична інструментованість його новелістики помітна і на рівні композиційному, і в синтаксичній будові фрази та діалогу. І, зрештою, на рівні слова. Про музичну стихію у його прозі критика писала не раз. Тезу про панмузикалізм як питому рису українського письменства 20-х років сформував Є. Маланюк.
Крім того, М. Хвильовий-романтик умів бути й пильним спостерігачем, аналітиком пореволюційної дійсності. В його ранній прозі з'являється критичний, сатиричний струмінь. Саме невеликою повістю «Іван Іванович» письменник засвідчив віртуозне володіння сатиричним жанром. Проти вічних обивателів, світової наволочі, котра скористалася плодами революції та проникла в усі стільники нового суспільного організму, спрямовані такі механізми як: гостра іронія, нищівний сарказм. Іронічні ефекти спостерігаємо в алегоріях, автохарактеристиках і взаємооцінках персонажів.
Коли в ранніх сатиричних творах М. Хвильовий не втримувався від дошкульних авторських ремарок, то пізніше[прояснити]. Через точно відібрані побутові деталі, предметні реалії — підсвічується духовне єство героїв. «Весь цей замкнений в собі, наскрізь фальшивий маленький світик, в якому живуть герої, зображено майже зовсім поза зв'язками із великим світом реальних людських інтересів і турбот. Пропорції тут зміщені, й автор наголошує на цьому в своєрідних підзаголовках, де коротко викладається зміст кожного з розділів. Отже, випадково покладена в чужий портфель цілком легальна стенограма пленуму наводить на героя панічний страх, майбутня чистка партії видається загибеллю революції, а суть обіцяного довірливому читачеві „трагічного фіналу“ — всього лиш виключення з партії під час чистки. Система цінностей у цьому номенклатурному світі викривлення незбагненного. Єдиний голос реальності — слова куховарки Явдохи, що наспівує якусь пісеньку про майбутню кару на її нових панів. Постать мовчазної Явдохи нагадує образ служниці Варвари у новелі М. Коцюбинського „Сміх“. Але в цьому потворному світі пасивна героїня М. Хвильового не здатна на бунт».

## Тип героя-переродженця
Більшість дослідників схиляється до думки, що рецепція соціально заангажованої літератури не тільки поглиблює розуміння минулого, а й змінює оцінку дослідниками обставин сучасного. Як не дивно, але й в умовах політичної регламентації змінана естетичних норм також мала місце. Необхідно заново переосмислити образи репрезентантів соціальної утопії, творців «нового світу», світоглядна позиція яких базується на поєднанні комуністичного прагнення до глобального перетворення світу та примітивних міщанських забаганок і потреб. Тобто йдеться про те, що державні службовці, які входили до партій мали подвійне життя. З однієї сторони їх життя позірне і для партії, колективу. А з іншої воно притаєне та зроблене собі на втіху. Вони є руйнівниками суспільного організму, які обертають «блакитну мрію» на «клоаку».
Микола Хвильовий зробив детальний аналіз пореволюційної дійсності, суспільної атмосфери, що набирала ознак оміщанювання. Письменник критикує бюрократичну радянську систему, діяльність чиновницького і партійного апаратів. Деталізований опис побуту Іван Івановича свідчить про предметні реалії з акцентом на зовнішні помпезності. Дорогі меблі не відповідають дріб'язковому внутрішньому світові свого власника. Іван Іванович намагається будь-яким чином підлаштуватись під обставини в яких перебуває, аби виглядати у них вигідно. Красномовним моментом є щомісячні збори головного героя на партійні збори: «Іван Іванович взяв портфель і пішов у коридор вдягатись. Марфа Галактіонівна наділа простеньку червону хустку і старенький жакет, так що виглядала зовсім симпатично і нагадувала моєму герою робітницю з тютюнової фабрики. Іван Іванович теж в ці дні виглядав багато скромніше, як звичайно. Капелюх він брав старенький і навіть виймав з комода солдатську блузку, що залишилась в нього з часів воєнного комунізму».
Варто також відзначити, що Іван Іванович використовує партійну посаду, аби задовольнити власні потреби. Тому для нього виключення із партії виявляється, справді, фатальним кінцем. Його комфортні умови життя типового міщанина з партквитком у руках зникли.
При пильнішому аналізі знаходимо у творі О. Копиленка перегук з рефлексіями М. Хвильового («Кіт у чоботях», «Іван Іванович», «Вальдшнепи»), зокрема з тими, що торкаються проблеми тиражування радянської партійною номенклатурою подвійних стандартів поведінки, нівеляції морально-етичних норм буття, засилля партійно-бюрократичної системи управління.
Вчинки героїв-переродженців у творах О. Копиленка і М. Хвильового схожі за своєю помпезністю, внутрішню невідповідністю, партійним кар'єризмом, лицемірством, подвійною мораллю та спекуляцією високими ідеалами. Вони відображають специфіку нової, комуністичної реальності, спрямованої на утвердження норм радянської етики й моралі.

## Іронія
На думку Юрія Безхутрого, виведені у творі образи однозначно негативні, вони втілюють патологічні процеси, що відбуваються в «збільшовиченій» Україні під впливом НЕПу в середовищі комуністів, які сприйняли революцію, за словами героя іншої новели Хвильового, «Колонії, вілли…», як «можливість набивати пельку». Характерно, що вже перший відгук на «Івана Івановича», надрукований як післяслово до першої ж публікації твору в журналі (альманасі) «Літературний ярмарок», № 7, у червні 1928 року наголошував саме на цьому: «Ми не раз були свідки того, як хороші революціонери-комуністи в минулому, в роки громадянської війни, в період неп'у підпадали під дрібнобуржуазний, міщанський вплив, цілком розкладалися» <…>
Герої подібної сатири — Іван Іванович, Марфа Галактіонівна, Методій Кирилович. У тексті оповідання є ознака, яка виводить його за межі традиційної плакатної прямолінійності, властивої так званій «радянській сатирі». Іронія визначає семантичні й структурні пріоритети твору, забезпечуючи його високий мистецький рівень і художній ефект.
Головним засобом формування художнього світу твору Хвильовий обирає іронію. Іронія — прихована насмішка, що містить у собі оцінку того, що висміюється, і є однією із форм заперечення. Загальновизнано також, що висміюватися може як сутність предмета, так і окремі його сторони: у цих двох випадках характер іронії — об'єм значення знищувальне, в другому — коректуюче, вдосконалююче. Іронія семантично амбівалентна: з одного боку вона є висміюванням і в цьому розумінні профанація певної реальності, заснована на сумніві в її істинності або навіть на передбаченні неістинності такої реальності, з другого — іронія ніби проба цієї реальності на міцність, що залишає надію на її можливості.
Одна з головних ознак іронічності — конгруентність (рівність, нерозрізненість) серйозність і насмішка наявна і в розв'язці, про щ освідчать останні рядки оповідання: «… — І потім, чому Салтиков-Щедрін міг бути віце-губернатором, а я не можу? Правда?».
Сучасна Хвильовому критика наголошувала на тому, що вістря сатири письменника спрямоване виключно проти «переродженців». «Івани Івановичі і Марфи Галактіонівни могли навіть бути й на фронті, в Червоній армії і навіть припускаю, були не погані революціонери, але відгриміла громадянська війна і вони входять в особисте життя і в роки неп'у, обоє члени партії, розкладаються» — писав М. Майоров у 1929 році.
Письменник шукає причини деградації героїв значно глибше — адже і в роки революції і наступної війни вони аж ніяк не на фронті: «Тоді Іван Іванович самовіддано проливав кров во ім'я кращого майбутнього і рішуче працював з товаришкою Галактою, завідуючи губерніальною Наросвітою».
Водночас іронія, яка завжди є джерелом семантичного подвоєння будь-якого тексту, органічно вписується у мотивну канву оповідання, бо саме мотив «подвійності» як способу світобачення й екзистенції героїв становить собою структурну вісь «Іван Івановича».
Подвійність моралі, подвійність стандартів, зрештою, подвійність самого життя, «всередині» якого існують герої, — постійний ідеологічний рефрен оповідання. «Несправжність», «перелицьованість» комунізованого життя переконливо засвідчують епізоди, присвячені зборам партійного осередку. Лицедійством є і самі збори. Партійний спектакль, наголошує оповідач, має цілком конкретний взірець. Накреслена паралель між партійними зборами і церковною службою послідовно проводиться протягом усієї частини, присвяченої засіданню комосередку.
Переодягання акторів у простий «комосередківський» одяг нагадує авторові те, «що ми спостерігаємо у вівтарі». Усе свідчить про те, що зібрання комосередки не що інше, як ритуальний маскарад імітація, покликана продемонструвати зв'язок комуністичної «пастви» і вождів-«святих», чиї настанови, немов євангельські посилання апостолів, розтлумачуються «головними начальниками-священниками». Перед читачем постає своєрідний культурний інтертекст, який ґрунтується на цілком ясних паралелях: комуністична ідеологія — тільки інша форма релігії.
Сила сатири Хвильового в тому, що оповідання, як не парадоксально, психологічний твір. Незважаючи на елементи гротеску, характери герої позначені «поведінковою достовірністю», а кожен із персонажів — психологічно індивідуалізована особистість. Пихатий, але недалекий, а часом і просто тупуватий Іван Іванович, доволі розумна, по-жіночому інтуїтивно передбачлива й прагматична Марфа, хитрий і «вертлявий» Методій Кирилович, навіть епізодичні герої, грубовато-простецька «радянська куховарка, член міського харчсмаку», Явдоха й жеманна мадмуазель Люсі — усі вони постають, у певному розумінні, як живі люди і є психологічними типами. Важливі мотиви — «мажор» і «дрібний дощик». Мотиви «дрібного осіннього дощика», або «мінору» з'являється у тексті поступово, наростаючи до кінця оповідання і, з одного боку, символізує крах Іванів Івановичів та іже з ними, а з другого — є типовим інваріантом у Хвильового і пов'язаний із розчаруванням письменника у можливості швидкого досягнення омріяного ідеалу.
Хвильовий підводить читача до центральної проблеми усієї своєї творчості — суті й ролі літератури й мистецтва у постреволюційному житті.

## Культура споживання їжі
Автор ставить важливий акцент на культурі споживання їжі персонажами. Планування меню на день, винесено у підзаголовки розділу, а сам процес його створення названий М. Хвильовим «ребусом». На думку В. О. Зенгвої визначним збігом обставин виявляється те, що Іван Іванович та Дмитро Карамазов приходять до однакового рішення — вони їстимуть котлети. Ця страва є цілим сатиричним мотивом у творах письменника. Герої, які споживають котлети висвітлені кровожерливими істотами, котрі готові на все заради власного благоустрою. Крім того, у пореволюційній України «котлети» вважались стравою майже недосяжною для звичного люду. Уподобання м'ясної страви говорить про наближеність натури до тваринності.
Важливу роль у творі відіграє ставлення Івана Івановича, як головного мовця цього твору, до куховарки. Цей епізодичний персонаж висвітлюється неосвіченим, злиденним та безслівним, бо ж його голос немає значення у суспільстві. За нових часів звичайні люди мали б отримати свій середній рівень життя, але «куховарки» так і зостались у безкінечних злиднях. Тобто в свідомості Іванів Івановичів їх місце, як і раніше, біля «помийного корита».

## Релігійні мотиви
Релігійно-містичні мотиви також посідають особливе місце ц розумінні тексту. У 20-30-ті роки ХХ століття управляюча верхівка використовує термін християнство лише для виявлення сатиричного ставлення, або нагадування про антирелігійну політику. Так само і в оповідання можна відслідкувати, що головний персонаж згадує церкву лише з метою висміювання її цінностей. Зі своїми колегами він намагається підтримувати культ підтримки влади. Автор зі своєї сторони піджартовує над партійцями, які йдуть в осередок під час звуків вечірньої дзвіниці.
Перевдягання персонажів мають певну обрядовість: «Щось надзвичайно зворушливе було у цьому перевдяганні, ніби це перевдягання подібне до того, що ми його спостерігаємо у вівтарі». Автор спеціально робить зал засідань комосередку схожим на християнський храм. Поміж його легких та величних архітектурних елементів розташовано іконостас нового часу — портрети вождів. Процес засідання нагадує службу своєю тишею та стриманим шепотінням аудиторії. М. Хвильовий ніби протиставляє зал комосередку християнській святині. Тодішня політика для письменника була демонічним втіленням.
Персонаж товариш Лейтар виступає у творі символом доброго начала. У творі навіть читаємо текст, де розповідається, що у вступній частині свого монологу Іван Іванович порівнює його із Ісусом Христом: «От, приміром, візьмемо Ісуса Христа, — сказав він. Наш народ і досі не знає, що Христос був єврей».
Переодягання акторів у простий «комосередківський» одяг нагадує авторові те, «що ми спостерігаємо у вівтарі». Усе свідчить про те, що зібрання ком'ячейки не що інше, як ритуальний маскарад імітація, покликана продемонструвати зв'язок комуністичної «пастви» і вождів-«святих», чиї настанови, немов євангельські посилання апостолів, розтлумачуються «головними начальниками-священниками». Перед читачем постає своєрідний культурний інтертекст, який ґрунтується на цілком ясних паралелях: комуністична ідеологія — тільки інша форма релігії.